# Karl Kautsky
Karl Kautsky, né à Prague le 16 octobre 1854 et mort à Amsterdam le 17 octobre 1938, est un homme politique et théoricien marxiste allemand et autrichien.

## Biographie
Acquis au socialisme durant ses années d'études, il entre en contact avec Karl Marx et Friedrich Engels. Il devient rapidement le secrétaire d'Engels, dont il sera l'un des exécuteurs testamentaires. Cette proximité avec les fondateurs du marxisme en fait un gardien rigoureux de la doctrine, attaché à lutter aussi bien contre les dérives qu'il juge droitières, comme le révisionnisme d'Eduard Bernstein, que celles qu'il juge gauchistes, comme le bolchevisme de Lénine.
En 1881, avec Heinrich Braun, il fonde à Stuttgart la revue Die Neue Zeit (Le Temps nouveau), qui durera jusqu'en 1917.
En 1898, il préface l'État du futur (Ein Blick in den Zukunftsstaat. Produktion und Konsum im Sozialstaat), l'illustre ouvrage de Carl Ballod qui expose les plans et les statistiques détaillées d’une économie socialiste .
Il est aussi un dirigeant important de la social-démocratie allemande (SPD). Le Congrès d'Erfurt le voit lutter avec force contre Bernstein. En 1900, le Congrès de Paris de l'Internationale ouvrière condamne à son instigation la participation socialiste à des gouvernements bourgeois.
En 1914, il s'aligne sur la position de la majorité du SPD qui vote les crédits de guerre. En avril 1917, il participe à la fondation du Parti social-démocrate indépendant (USPD) avec notamment Hugo Haase, Bernstein, Georg Ledebour, ainsi que les spartakistes. Il ne joue pas de rôle important dans la révolution allemande qui suit immédiatement la guerre. Il devient ensuite ministre adjoint des Affaires étrangères et publie des documents tendant à prouver la responsabilité du gouvernement impérial allemand. En 1920, avec la minorité de l'USPD, il rejoint le SPD. Il commence au Congrès d'Heidelberg (1925) à poser les jalons d'un socialisme réformiste.
Les années d'après-guerre sont surtout celles de la lutte contre le bolchevisme : il reproche à Lénine d'avoir fait une tentative de révolution prolétarienne dans un pays manifestement sous-développé. Il reproche au pouvoir bolchevique d'être une dictature plus blanquiste que marxiste, dont il estime la politique arbitraire et anti-démocratique. Lénine dans La Révolution prolétarienne et le renégat Kautsky et Trotsky dans Terrorisme et communisme défendront leur politique et l'accuseront en retour de reprendre les théories menchéviks qu'il avait lui-même réfutées en 1905. En 1920, Inès Armand, présidente du Jenotdel, l'accuse par voie de presse (sous le pseudonyme d'Hélène Bonina), de répandre la rumeur selon laquelle les bolcheviks auraient « socialisé » ou « nationalisé » les femmes.
En 1924, il quitte l'Allemagne pour Vienne. En 1938, il se réfugie à Amsterdam pour échapper aux nazis.
En 1927, il publie son ouvrage majeur, Materialistische Geschichtsauffassung (La Conception matérialiste de l'histoire), qui est une défense de la conception marxiste « classique », c'est-à-dire de celle qui s'est développée après la mort de Marx, mais qui est différente de la pensée de Marx.
Si son apport théorique est peu novateur par rapport aux fondateurs du marxisme, il fut durant près de quarante ans le théoricien officiel du plus important parti ouvrier au monde. Son rayonnement intellectuel s'est étendu à l'ensemble du socialisme durant cette période, comme source d'inspiration ou cible de critique : dans Que faire ? Lénine reprend une conception de l'organisation inspirée de Kautsky, mais il lui répondra de façon très brutale par la suite (La Révolution prolétarienne et le renégat Kautsky). Dans La Révolution russe, Rosa Luxemburg critique l'attentisme de Kautsky.
En bon marxiste, il était farouchement opposé à tout « nationalisme » et sur ce point, Lénine a suivi sa position. Sur la question juive, il considérait d'ailleurs que le sionisme était destiné à devenir une « tragédie » dont les juifs seraient les victimes et que c'était un mouvement réactionnaire.
Paul Mattick estimait que « par rapport aux théories révolutionnaires élaborées par Marx et Engels, ses théories n'étaient ni plus ni moins qu'un retour à des formes de pensée moins élaborées ainsi qu'à une conception moins nette du système capitaliste et de ses implications ».

## Publications
- Der Einfluß der Volksvermehrung auf den Fortschritt der Gesellschaft. 1880.
- Karl Marx’ ökonomische Lehren. 1887. 13. Auflage 1910: rsl.ru, 14. Auflage 1912.
- Friedrich Engels. 1887.
- Thomas More und seine Utopie (Thomas More et son utopie), 1888
- Le Programme Socialiste, 1892 Texte en ligne
- Bernstein und das Sozial-Demokratische Programm (Berstein et le programme social-démocrate), 1899
- Die Agrarfrage (La question agraire), 1899
- Parlementarisme et socialisme. Étude critique sur la législation directe par le peuple, trad. fr. Édouard Berth, préf. Jean Jaurès, Paris, G. Jacques, 1900.
- La lutte des classes en France en 1789, trad. fr. Édouard Berth, Paris, G. Jacques, 1901.
- Die Soziale Revolution (La Révolution sociale), 1902
- Der Ursprung des Christentums, 1908. ; trad. L'origine du christianisme : Une étude historique, trad. fr. Richard Poulin, Paris, Éditions Syllepse, 485 p., 2024  (ISBN 979-1039901888)
- Les Trois Sources du Marxisme, 1908
- Der Weg zur Macht (Le Chemin du pouvoir), 1909
- Rasse und Judentum. 1914
- Nationalstaat, imperialistischer Staat und Staatenbund. 1915.
- Elsaß-Lothringen. Eine historische Studie. Dietz, Stuttgart 1917.
- Die Diktatur des Proletariats. 1918, Digitalisat, 4., unv. Auflg.
- Die historische Leistung von Karl Marx: zum 25. Todestage des Meisters. 2. Auflage 1919
- Wie der Weltkrieg entstand. Paul Cassirer, Berlin 1919. Neuauflage Elektrischer Verlag, Berlin 2013,  (ISBN 978-3-943889-33-8).
- Terrorismus und Kommunismus. Ein Beitrag zur Naturgeschichte der Revolution. 1919.
- Die Sozialisierung der Landwirtschaft. Mit der Abhandlung Der Bauer als Erzieher von Adolf Hofer, Paul Cassirer, Berlin 1919
- Die Internationale. 1920.
- Georgien, eine sozialdemokratische Bauernrepublik. 1921.
- Die proletarische Revolution und ihr Programm, 1922
- The Labour Revolution, 1924
- Terrorisme et Communisme. Contribution à l'Histoire des Révolutions, éd. Jacques Povolozky et Cie.
- Materialistische Geschichtsauffassung (La Conception matérialiste de l'histoire), 1927